# Ras Ash
Ras Ash (en árabe: راس أش‎, romanizado: Ras Ash), también conocida como Ras al Ghash, es una pequeña aldea agrícola y ganadera, situada a 1.450 m s.n.m. de altitud, al noreste de Emiratos Árabes Unidos (UAE), en las Montañas al Hayar, Emirato de Ras al Jaima.
La aldea cuenta con unas 15 casas, chozas y cabañas de piedra; albarradas y bancales sostenidos por muros de piedra seca, sin argamasa, que permiten retener el agua y la tierra, destinados a pastos y otros usos agrícolas; canalizaciones para recoger el agua de la escorrentía; apriscos; y algunas otras construcciones en ruinas. Aunque en la actualidad está habitada de forma permanente, la aldea no dispone de luz eléctrica, ni es accesible por carretera.
Ras Ash es muy conocida por senderistas y escaladores, por encontrarse en el itinerario del popular sendero de montaña Stairway to Heaven, histórico camino de herradura que hoy en día sigue siendo la vía preferente de comunicación para acceder a la aldea y para el trasiego de mercaderías a lomos de burros, desde y hasta el Wadi Litibah y la localidad de Ghalilah, en la costa del Golfo Pérsico.
También es un punto estratégico, que domina desde su alta atalaya buena parte del curso del Wadi Ghalilah y algunos de sus afluentes: Wadi Barut, Wadi Litibah y Wadi Khabb, y por tratarse de la única aldea importante existente entre los valles y el límite fronterizo con Omán, que se encuentra a menos de dos kilómetros en línea recta. Esta circunstancia ha convertido a Ras Ash en el punto de paso obligado para cualquier ruta que discurra por la zona, entre ellas el prestigioso ultra maratón de montaña G.O.A.T. Trail Race, que se celebra anualmente, y tiene a Ras Ash como lugar de referencia para el avituallamiento de los corredores.

## Toponimia

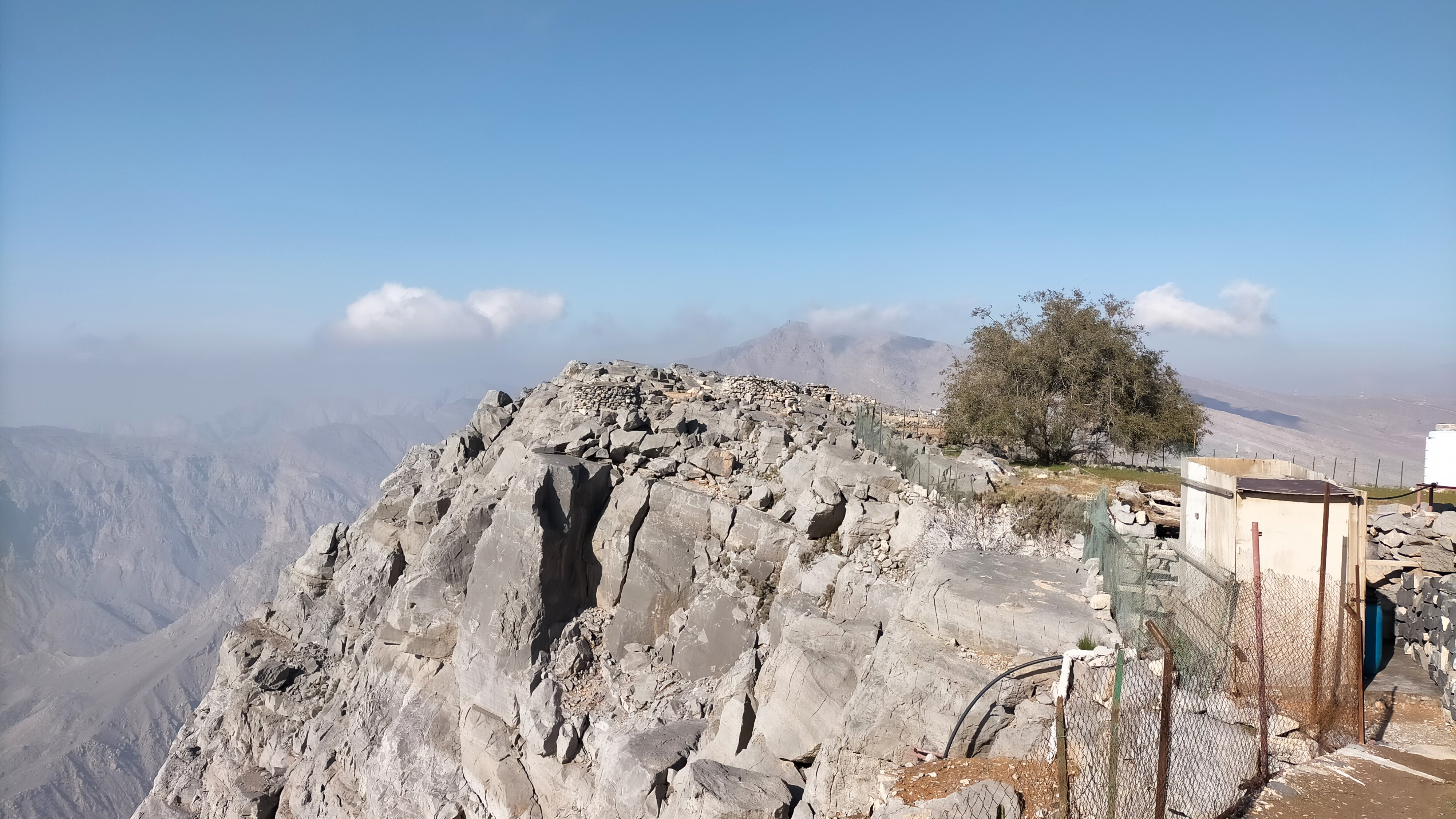
Ras Ash. Casas y otras construcciones de piedra, al borde del acantilado

El nombre de esta aldea quedó registrado en la documentación y mapas elaborados entre 1950 y 1960 por el arabista, cartógrafo, militar y diplomático británico Julian F. Walker, durante los trabajos efectuados para el establecimiento de fronteras entre los entonces denominados Estados de la Tregua, completados posteriormente por el Ministerio de Defensa del Reino Unido, en mapas a escala 1:100.000 publicados en 1971.
Por tradición oral, la aldea es también conocida con el nombre de Ras al Ghash, pero no debe ser confundido con el de otra aldea cercana, situada en el Sultanato de Omán, identificada como Ra’s al Waḩḩ.

## Geografía

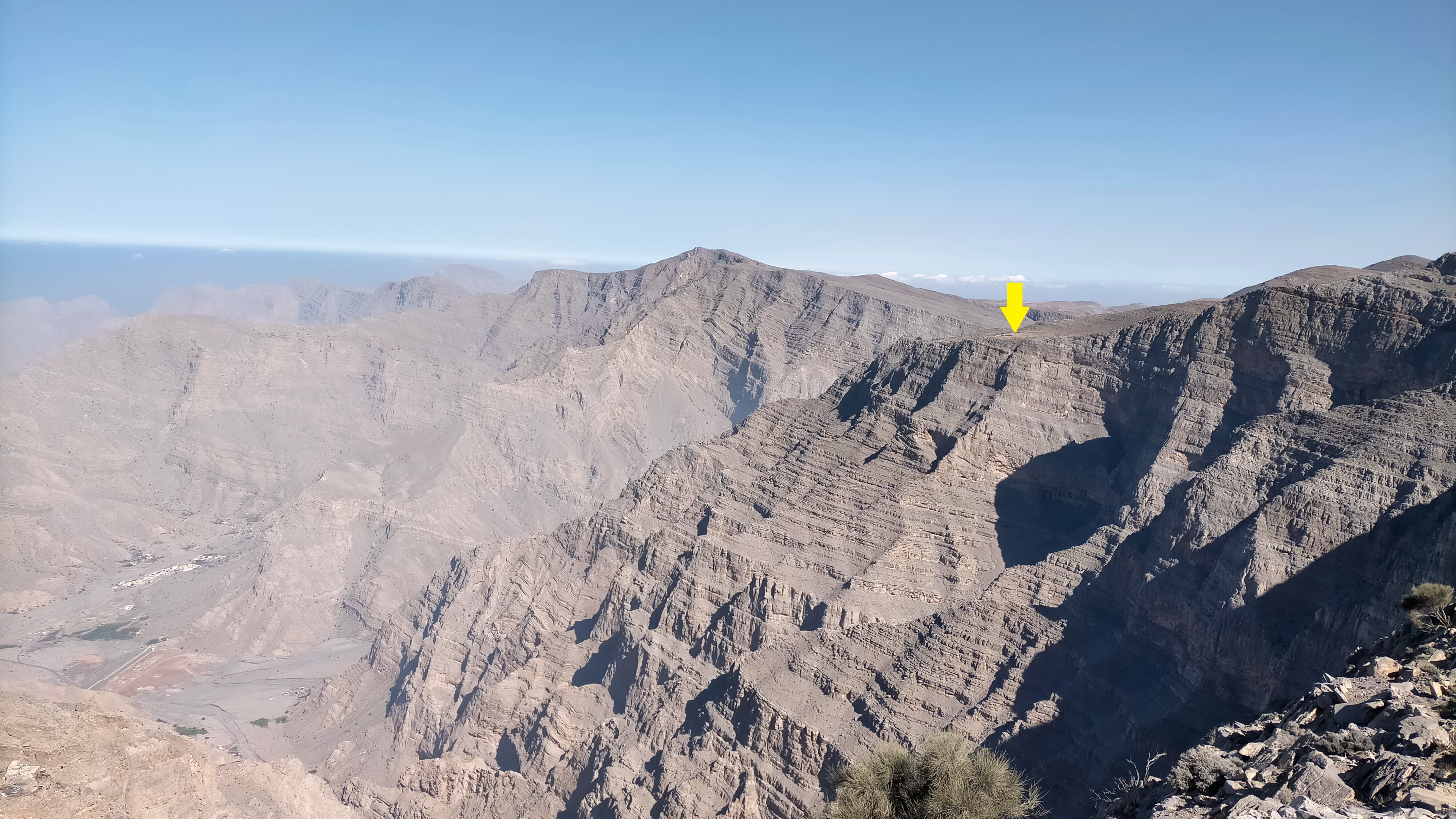
Ras Ash dominando desde lo alto del acantilado todo el Wadi Ghalilah y sus principales afluentes: Wadi Litibah, Wadi Barut y Wadi Khabb

Ras Ash está situada al oeste y muy próxima a la frontera entre los territorios de Emiratos Árabes Unidos y Omán, a escasa distancia de la cima del Jebel Jais / Jabal Bil Ays (1.911 m.), situada en Omán, y al borde de un gran acantilado que forma la vertiente oriental del Wadi Barut, afluente del Wadi Ghalilah.

## Población
El área geográfica de Ras Ash estuvo poblada históricamente por la tribu seminómada Shihuh, sección de Bani Hadiyah (en árabe: بني هدية‎), y sección de Bani Shatair (en árabe: بني شطير‎), que ocupaba, entre otros territorios, la zona tribal de Bani Bakhit.

## Mapas y bibliografía
- William Lancaster; Fidelity Lancaster (2011). Honour Is in Contentment. Life Before Oil in Ras Al-Khaimah (UAE) and Some Neighbouring Regions. ISBN 9783110223392, 3110223392
- Julian Fortay Walker (1958) - Sketch map drawn by Julian Walker for boundary delimitation: Ras Al Khaimah - The National Archives, London, England
- Map of Trucial States, Muscat and Oman - Rams - Scale 1:100 000 - Published by D Survey, Ministry of Defence, United Kingdom (1971) - Edition 3-GSGS - The National Archives, London, England
- Heard-Bey, Frauke (2005). From Trucial States to United Arab Emirates : a society in transition. London: Motivate. ISBN 1860631673. OCLC 64689681.

- Datos: Q117304338
- Multimedia: Ras Ash / Q117304338